# SN 2009jt
SN 2009jt – supernowa typu Ia odkryta 29 września 2009 roku w galaktyce A034110-0935. W momencie odkrycia miała maksymalną jasność 18,60m.